# Huntingdon (Québec)
Pour les articles homonymes, voir Huntingdon.
Huntingdon est une ville canadienne au Québec, chef-lieu de la MRC du Haut-Saint-Laurent, dans la région de la Montérégie,. Le recensement de 2021 y dénombre 2 556 habitants.

## Histoire
La ville est fondée en 1825 par les Régiments britanniques du roi George d'Angleterre à la suite de la victoire anglaise sur les Américains lors de la Guerre de 1812. En guise de récompense aux soldats britanniques, le Roi octroie des terres dans la région d'Huntingdon afin de faciliter la colonisation anglaise et écossaise. La ville tire son nom de Huntingdon, une ville du Cambridgeshire en Angleterre, les premiers habitants étant des soldats du régiment de Huntingdon. Rapidement, Huntingdon devient le centre politique, économique et militaire de la région. Durant le XXe siècle, la ville s'impose comme centre industriel, avec la présence de plusieurs usines, dont certaines spécialisées en textile.

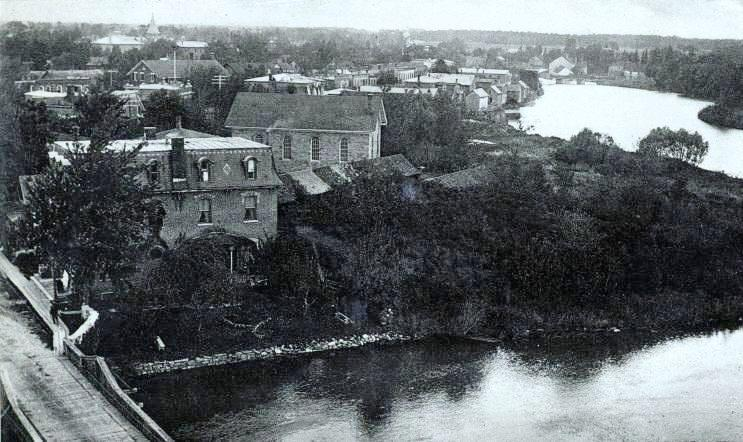
Huntingdon vers 1910

La Ville de Huntingdon est connue comme étant la capitale du Haut-Saint-Laurent. Plusieurs édifices publics, églises et maisons y ont été construits selon le style Victorien.
Huntingdon a connu d'importants problèmes économiques et sociaux en raison de la fermeture de cinq usines textiles Cleyn and Tinker. 70 % de la population active travaillait dans ces usines. Des difficultés avaient été signalées dans les médias même avant ces pertes d'emplois ; le maire s'était senti obligé d'imposer un couvre-feu aux enfants de la ville.
Contrairement à la croyance populaire, ce couvre-feu n'a jamais été appliqué. La Sureté du Québec a toujours refusé d'appliquer un règlement qui n'avait pas fait l'approbation du gouvernement régional composé de 13 municipalités.
Il y a une école secondaire dans Huntingdon, c'est l'école secondaire Arthur-Pigeon. La ville de Huntingdon compte deux écoles primaires. L'école primaire Notre-Dame de Huntingdon est une école francophone, l'école primaire Héritage est une école anglophone. La ville compte aussi un centre de formation professionnelle anglophone. Elle compte également un centre de la petite enfance, un centre de ressources familiales ainsi qu'une bibliothèque. Une clinique médicale ainsi qu'un centre hospitalier de soins de longue durée sont établis sur la ville.
Elle a aussi sur son territoire le siège du Gouvernement régional du Haut-St-Laurent, 4 églises (Anglicane, Catholique, Presbytérienne et Protestante), un Éco-Centre, un centre de triage, un parc industriel, une usine de filtration et une usine d'épuration des eaux de même que plusieurs infrastructures de parc.
La Ville de Huntingdon compte de nombreux commerces et industries dont deux connues dans l'ensemble du Canada, dont la Boulangerie Grant, boulangerie familiale installée depuis 65 ans, le Kayak Safari et une variété de restaurants.
Huntingdon a pour équipements sportifs principaux une piscine et un aréna permettant la pratique du patinage artistique et du hockey. Durant l'hiver, des aires de plein air sont ouvertes pour patiner dans le parc Prince Arthur. Diverses associations telles que la Légion Royale Canadienne, le Club Optimiste et le Club Rotary sont également présent sur la commune.
Un Marché Fermier situé au cœur de Huntingdon, est ouvert tous les samedis avant-midi du mois de mai à octobre. De nombreuses expositions d'art ont lieu tout au long de l'année à la Salle Culturelle Alfred Langevin. La ville a comme particularité de posséder des rues bordées d'arbres ainsi que plusieurs parcs agrémentés d'aires de jeux.
Depuis 2006, la Ville opère une importante politique de diversification économique de concert avec le Gouvernement du Québec. L'ensemble des usines de textile ont été rachetées par la ville, et de nouvelles entreprises industrielles sont en construction. De plus, l'Administration municipale a lancé à la fin de 2009 une politique de repeuplement visant à développer davantage la construction domiciliaire.

### Héraldique
| Avancez |
| ------- |

| L'écu de Huntingdon se blasonne ainsi : De sinople à la fasce ondée d'azur lisérée d'argent accompagnée de deux sacs de laine du même chargés chacun d'une fleur de lis de sinople; |

## Géographie
Huntingdon, chef-lieu du Haut-Saint-Laurent, est située à 75 km au sud-ouest de Montréal ainsi qu'à quelques minutes de l'État de New York et de l'Est de l'Ontario. La rivière Châteauguay délimite le sud de la municipalité puis la traverse vers le nord-est.

## Démographie
| 1991  | 1996  | 2001  | 2006  | 2011  | 2016  | 2021  |
| ----- | ----- | ----- | ----- | ----- | ----- | ----- |
| 2 859 | 2 746 | 2 666 | 2 587 | 2 457 | 2 444 | 2 556 |

Langue maternelle (2006)
| Langue              | Population | Pct (%) |
| ------------------- | ---------- | ------- |
| Français            | 1 415      | 56,04 % |
| Anglais             | 965        | 38,22 % |
| Français et Anglais | 75         | 2,97 %  |
| Autres langues      | 75         | 2,97 %  |

## Administration

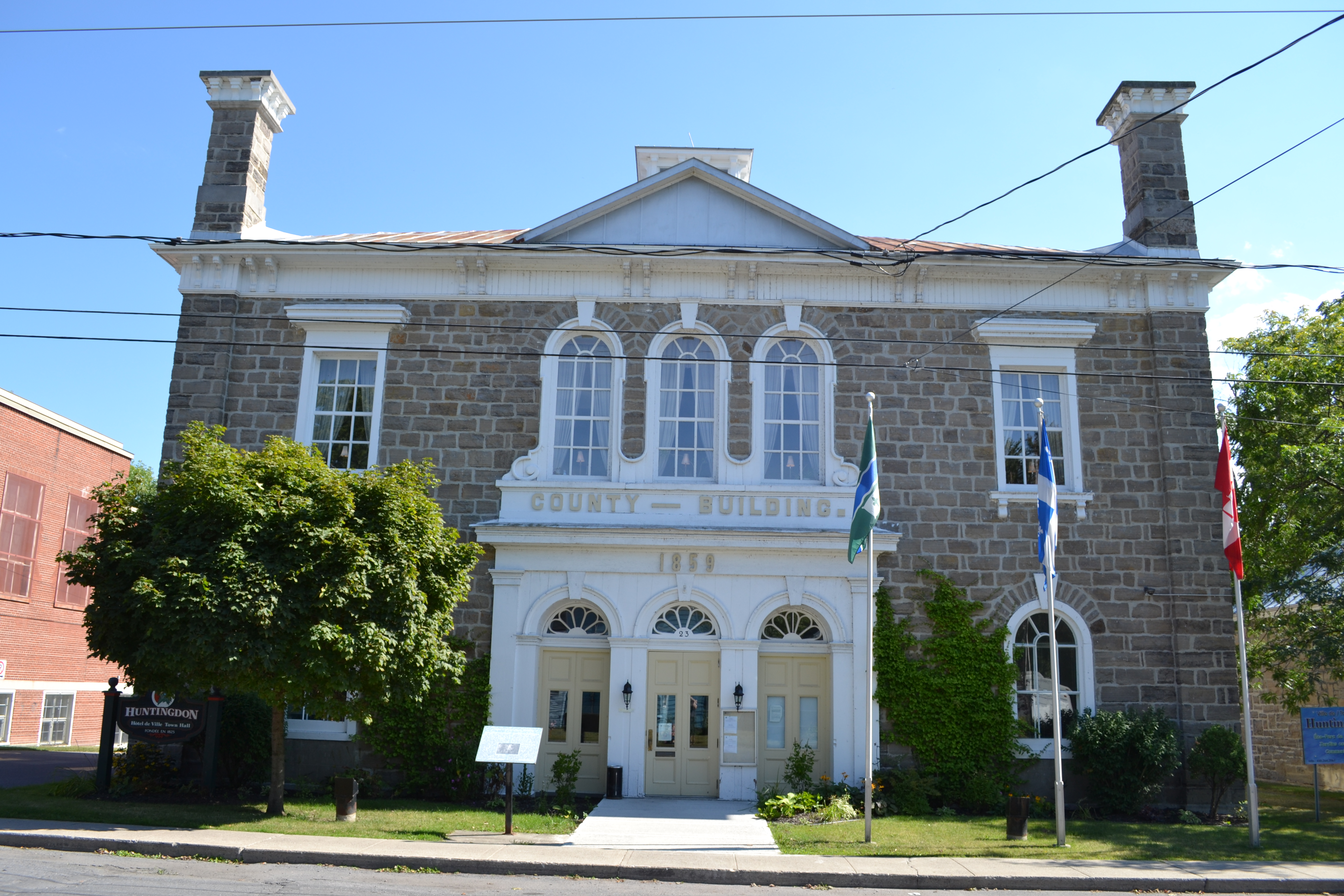
Hôtel de ville

Le conseil municipal, composé du maire et de six conseillers représentant les quartiers de la ville, est élu en bloc aux quatre ans. À l'élection de 2013, André Brunette devient maire avec 60,9 % des voix devant trois autres candidats. Le conseil municipal est complètement renouvelé et le taux de participation est de 51,5 %. Huntingdon fait partie de la circonscription électorale d'Huntingdon à l'Assemblée nationale du Québec et est rattaché à la circonscription de Beauharnois-Salaberry à la Chambre des communes du Canada.
| Huntingdon Maires depuis Stéphane Gendron                                                                            |                  |                                 |          |
| Élection | Maire            | Qualité                         | Résultat |
| 2003 | Stéphane Gendron | Avocat, animateur radio et télé | Voir     |
| 2005 | Stéphane Gendron | Avocat, animateur radio et télé | Voir     |
| 2009 | Stéphane Gendron | Avocat, animateur radio et télé | Voir     |
| 2013 | André Brunette   |                                 | Voir     |
| 2017 | André Brunette   | Voir                            |          |
| 2021 | André Brunette   | Voir                            |          |
| Élection partielle en italique Depuis 2005, les élections sont simultanées dans toutes les municipalités québécoises |                  |                                 |          |

|                    | 2009 - 2013         | 2013 - 2017       |
| Maire              | Stéphane Gendron    | André Brunette    |
| 1 - Quartier Sud   | Ronald Critchley    | Denis St-Cyr      |
| 2 - Quartier Sud   | Bruno Latreille     | Rémi Robidoux     |
| 3 - Quartier Ouest | Joffre L'Heureux    | Marielle Duhème   |
| 4 - Quartier Ouest | Nadia Nebbabi       | Florent Rocard    |
| 5 - Quartier Est   | Robert Vaillancourt | Paul André Ricard |
| 6 - Quartier Est   | Claude Racine       | Howard Welburn    |

## Urbanisme
La ville est traversée du nord-au-sud par la route 138 qui porte le nom de rue Châteauguay, ainsi que d'est-en-ouest par la route 202 qui porte les noms de rues F.-Cleyn et Henderson. Le territoire est également traversé par les rues collectrices Lake, Bouchette, Dalhousie et le chemin Fairview.
La MRC du Haut-Saint-Laurent offre un service de transport collectif dans la municipalité, la reliant à Godmanchester, Sainte-Barbe, Salaberry-de-Valleyfield, Ormstown, Très-Saint-Sacrement, Howick, Sainte-Martine et Mercier.